# گملیرا
گملیرا (به پرتغالی: Gameleira) یک منطقهٔ مسکونی در برزیل است که در پرنامبوکو واقع شده‌است. گملیرا ۳۱٬۳۱۸ نفر جمعیت دارد.